# Withersfield
Withersfield är en by och en civil parish i distriktet West Suffolk i Suffolk i England. Orten hade 436 invånare (2001). Den har en kyrka. 